# Ryota Tsuzuki
Ryota Tsuzuki (n. 18 aprilie 1978) este un fost fotbalist japonez.

## Statistici
| Japonia | Japonia | Japonia |
| An      | Meciuri | Goluri  |
| ------- | ------- | ------- |
| 2001    | 2       | 0       |
| 2002    | 0       | 0       |
| 2003    | 0       | 0       |
| 2004    | 1       | 0       |
| 2005    | 0       | 0       |
| 2006    | 0       | 0       |
| 2007    | 0       | 0       |
| 2008    | 0       | 0       |
| 2009    | 3       | 0       |
| Total   | 6       | 0       |